# Resolutie 302 Veiligheidsraad Verenigde Naties
Resolutie 302 van de Veiligheidsraad van de Verenigde Naties van 24 november 1971 werd met één onthouding (door de Verenigde Staten) en veertien stemmen voor aangenomen door de Veiligheidsraad. De resolutie riep Portugal wederom op om de soevereiniteit van Senegal en de rechten van de bevolking in Portugees-Guinea te respecteren.

## Achtergrond
Toen na de Tweede Wereldoorlog de dekolonisatie van Afrika op gang kwam, ontstonden ook in de Portugese koloniën op het continent onafhankelijkheidsbewegingen. In tegenstelling tot andere Europese landen voerde het dictatoriale regime dat Portugal destijds kende dertien jaar lang oorlog in Angola, Guinee-Bissau, Kaapverdië en Mozambique. Behalve in Guinee-Bissau kon het Portugese leger overal de bovenhand halen, maar de oorlog kostte handenvol geld en het land raakte internationaal geïsoleerd. Pas toen de Anjerrevolutie in 1974 een einde maakte aan de dictatuur, werden ook de koloniën als laatsten in Afrika onafhankelijk.
De rebellen in Portugees-Guinea werden gesteund door buurland Senegal. Het Portugese leger schond dan ook geregeld de grens tussen beide landen in de strijd tegen de rebellen. Senegal had hierover al verscheidene klachten ingediend bij de Verenigde Naties.

## Inhoud
Men was diep bezorgd over het klimaat van onveiligheid en instabiliteit en de bedreiging van de vrede en veiligheid in de regio van Portugees-Guinea. Men was tevreden over de aanbevelingen die de missie die middels resolutie 294 ter plaatse was gestuurd had gedaan. De gebrekkige medewerking van Portugal aan die missie werd sterk betreurd. Hierdoor had de missie haar taak niet geheel kunnen uitvoeren.
Portugal werd opgeroepen de soevereiniteit en territoriale integriteit van Senegal te respecteren, alsook het recht op zelfbeschikking en onafhankelijkheid van het volk van Guinee-Bissau, en onmiddellijk maatregelen te nemen om het recht van dit volk te doen gelden. Indien dit niet gebeurde, zouden verdere stappen worden overwogen.

## Verwante resoluties
- Resolutie 294 Veiligheidsraad Verenigde Naties
- Resolutie 295 Veiligheidsraad Verenigde Naties
- Resolutie 312 Veiligheidsraad Verenigde Naties
- Resolutie 321 Veiligheidsraad Verenigde Naties

Lijst ·  292 ·  293 ·  294 ·  295 ·  296 ·  297 ·  298 ·  299 ·  300 ·  301 ·  302 ·  303 ·  304 ·  305 ·  306 ·  307